# Tuczkowo (stacja kolejowa)
Tuczkowo (ros. Тучково) – stacja kolejowa w miejscowości Tuczkowo, w rejonie ruzskim, w obwodzie moskiewskim, w Rosji. Położona jest na linii Moskwa – Mińsk – Brześć.

## Historia
Stacja powstała w XIX w. na drodze żelaznej moskiewsko-brzeskiej, pomiędzy stacjami Kubinka i Szełkowka.
W 2007 we współpracy rosyjsko-południowokoreańskiej wybudowano tu terminal kontenerowy, będący głównie buforem logistycznym dla znajdujących się w pobliskim Dorochowie zakładów LG Electronics.